# Disternopsis
Disternopsis är ett släkte av skalbaggar. Disternopsis ingår i familjen långhorningar.
Kladogram enligt Catalogue of Life:
| Disternopsis | \| \| Disternopsis albostictica \| \| \| \| \| \| Disternopsis apicespinosa \| \| \| \| \| \| Disternopsis bivittipennis \| \| \| \| \| \| Disternopsis metallica \| \| \| \| \| \| Disternopsis pentheoides \| \| \| \| \| \| Disternopsis pruinosa \| \| \| \| |
|              | \| \| Disternopsis albostictica \| \| \| \| \| \| Disternopsis apicespinosa \| \| \| \| \| \| Disternopsis bivittipennis \| \| \| \| \| \| Disternopsis metallica \| \| \| \| \| \| Disternopsis pentheoides \| \| \| \| \| \| Disternopsis pruinosa \| \| \| \| |
|              | Disternopsis albostictica |
|              | |
|              | Disternopsis apicespinosa |
|              | |
|              | Disternopsis bivittipennis |
|              | |
|              | Disternopsis metallica |
|              | |
|              | Disternopsis pentheoides |
|              | |
|              | Disternopsis pruinosa |
|              | |